# Beata Szyńska
Beata Szyńska – polska strzelczyni, medalistka mistrzostw Europy juniorów.
Na mistrzostwach Europy w 1992 roku zdobyła srebrny medal w juniorskim pistolecie pneumatycznym z 10 metrów drużynowo. Jej wynik – 373 punkty, był najlepszym rezultatem w polskiej drużynie, w której znalazły się także Sławomira Szpek i Iwona Surowiec. Był to jej jedyny medal na mistrzostwach Europy, zarówno w kategorii juniorów, jak i seniorów. W zawodach indywidualnych zajęła piątą pozycję.
Po zakończeniu kariery Szyńska została nauczycielką wychowania fizycznego w Szkole Podstawowej nr 32 w Bydgoszczy. Była pierwszą trenerka uczennicy tej szkoły, Klaudii Breś. Autorka artykułów w czasopiśmie „Strzelectwo sportowe. Nowoczesne rozwiązania szkoleniowe”.